# Cultura de Andorra
A Cultura de Andorra é de origem catalã, afinal a população do país tem origem na Catalunha.
Na literatura, dois autores renomados construíram a cultura do país. São eles: Michèle Gazier e Ramon Villeró, ambos andorranos. Entretanto, a tradição da escrita em Andorra remonta bem antes ao Século XX; Antoni Fiter i Rossell, por exemplo, da paróquia de Ordino, escreveu um livro de História sobre sua terra, chamado Digest Manual de las Valls Neutras de Andorra, em 1748
Na música, não é surpresa que Andorra, cujos ouvidos sempre admiraram os sons da música erudita, conta com uma orquestra renomada dirigida pelo violinista Gérard Claret, que é comparável ao nível de Montserrat Caballé. Em 2004, Andorra participou do Festival Eurovisão da Canção pela primeira vez. O evento cultural mais importante da vida de Andorra é o festival internacional de jazz de Escaldes-Engordany, onde intérpretes importantes como Miles Davis, Fats Domino e B. B. King já fizeram apresentações.